# NGC 3835A
NGC 3835A (другие обозначения — UGC 6762, MCG 10-17-68, ZWG 292.29, IRAS11447+6034, SBS 1144+605, PGC 36776) — спиральная галактика (Sb) в созвездии Большая Медведица.
Этот объект не входит в число перечисленных в оригинальной редакции «Нового общего каталога» и был добавлен позднее.
Галактика NGC 3835A входит в состав группы галактик NGC 3963. Помимо NGC 3835A в группу также входят NGC 3770, NGC 3809, NGC 3894, NGC 3895, NGC 3958, NGC 3963 и UGC 6732.